# IC 2211
IC 2211 је спирална галаксија у сазвјежђу Близанци која се налази на листи објеката дубоког неба у Индекс каталогу.
Деклинација објекта је + 32° 33' 31" а ректасцензија 7h 57m 45,6s. Привидна величина (магнитуда) објекта IC 2211 износи 14,0 а фотографска магнитуда 14,9. IC 2211 је још познат и под ознакама UGC 4119, MCG 5-19-23, CGCG 178-10, NPM1G +32.0155, IRAS 07546+3241, PGC 22314.